# Convegno ecclesiale nazionale
I Convegni ecclesiali nazionali sono un importante momento di incontro dei vescovi della Conferenza Episcopale Italiana. Nati nel 1976 si sono succeduti ogni dieci anni. L'idea originaria era quella di un momento di profonda riflessione per tradurre nella realtà italiana lo spirito del Concilio Vaticano II.
Quest'ultimo infatti si era chiusa da pochi anni, inaugurando un forte rinnovamento concettuale internamente alla Chiesa cattolica. Intanto sul piano laico in Italia veniva approvata la legge sul divorzio e le ideologie secolariste e/o di stampo marxista, che propugnavano un mondo migliore solamente attraverso l'azione politica, ponevano l'urgenza di attualizzare le novità conciliari adeguandole alla realtà italiana.

## Roma 1976 - "Evangelizzazione e promozione umana"
Tenutosi a Roma dal 30 ottobre al 4 novembre 1976, il primo Convegno nazionale della Chiesa italiana si aprì alla presenza di 2500 partecipanti sotto la presidenza dell'allora presidente della CEI, il cardinale Antonio Poma.
Vennero discussi vari temi, partendo dall'interrogativo principale circa il ruolo della Chiesa nel mondo, pur in una prospettiva trascendente.
Nei documenti conclusivi venne richiamata l'impossibilità di un'evangelizzazione efficace senza la partecipazione delle persone, laici e religiosi. Quindi la Chiesa era chiamata a sviluppare le strutture necessarie alla partecipazione alla vita sociale del paese, con una particolare attenzione al coinvolgimento dei poveri e degli emarginati. Di fronte alla nascita di varie correnti interne alla Chiesa (si pensi alle comunità di base o alla teologia della liberazione), viene riaffermato il pluralismo come una ricchezza, ferma restando la coerenza al messaggio evangelico.
Il convegno risentì anche delle passioni politiche che infiammavano l'Italia degli anni settanta, e temi come il lavoro, la giusta retribuzione, la giustizia sociale e l'impegno politico dei cattolici vennero sviluppati grandemente.
La conclusione del convegno non produsse alcun documento unitario da parte dei vescovi.

## Loreto 1985 - "Riconciliazione cristiana e comunità degli uomini"
Il secondo Convegno ecclesiale nazionale si tenne a Loreto dal 9 al 13 aprile 1985. Prosegue fin dal titolo la riflessione sul rapporto tra la Chiesa e la comunità umana: il paese infatti stava faticosamente uscendo dagli anni bui del terrorismo, e forte era la domanda di un periodo di riconciliazione sociale. Gli anni ottanta si erano aperti all'insegna del soggettivismo e del relativismo etico, come derive del secolarismo, mentre da oltreoceano si faceva largo il reaganismo".
I lavori si articolarono in 26 commissioni, che affrontarono i temi della coscienza personale, della mediazione educativa, della riconciliazione nella Chiesa, e del rapporto tra la Chiesa e il Paese in tale cammino di riconciliazione.
Si parlò a lungo e vivacemente di Chiesa locale; di associazioni e movimenti, che caratterizzarono il grosso del dibattito; della famiglia, con le sue forze e le sue debolezze; ed infine degli spazi di partecipazione all'interno della Chiesa e di pluralismo culturale.
Due mesi dopo la fine del Convegno il presidente della CEI, cardinal Anastasio Ballestrero promulgò una nota pastorale per raccogliere e rilanciare il messaggio di Loreto. Se il compito primario della Chiesa rimase l'evangelizzazione, le modalità per attuarla erano varie, da una sostanziale riscoperta della vita interiore dei fedeli alla vita di comunione (anche fra le diverse Chiese), e soprattutto ad una rinnovata partecipazione dei non consacrati alla vita della Chiesa, attraverso la promozione dei ministeri, la formazione ed un rilancio delle strutture partecipative (ad es. i consigli parrocchiali).

## Palermo 1995 - "Il Vangelo della carità per una nuova società in Italia"
Il terzo Convegno della Chiesa italiana si tenne a Palermo dal 20 al 24 novembre 1995, alla presenza di 2.300 delegati e circa 400 giornalisti. Come riportato nelle tracce preparatorie, la città venne scelta poiché qui "… (erano) sono accaduti alcuni degli avvenimenti più drammatici e inquietanti del nostro recente passato", con un evidente riferimento alla guerra di mafia che aveva insanguinato l'isola e non solo nei primi anni novanta.
Cogliendo il mutamento dei tempi, in un'Italia oramai uscita dalla stagione del terrorismo e delle divisioni politiche violente e dalla guerra fredda, ma anche dalla stagione di materialismo che sembrava aver connotato gli anni ottanta il tema sembrava riprendere la necessità di ricostruire una società su basi nuove, rilanciando il vangelo. I cinque ambiti su cui si confrontarono i delegati furono la cultura e la comunicazione sociale, l'impegno sociale e politico, amore preferenziale per i poveri, la famiglia, i giovani. È facile cogliere in queste tematiche alcuni dei cavalli di battaglia del pontificato di Giovanni Paolo II. Proprio il pontefice confermò queste esigenze nell'omelia tenuta durante la messa da lui presieduta il 23 novembre nello stadio della città, sostenendo che non era più "il tempo della semplice conservazione dell'esistente, ma della missione".
Importante fu ancora l'affermazione del papa circa il fatto che "la chiesa non deve e non intende coinvolgersi con alcuna scelta di schieramento politico o di partito", frase tanto più importante in quanto pronunciata all'indomani del crollo della Democrazia Cristiana e nella delicata e discussa evoluzione del paese dalla prima alla seconda repubblica. Venne così legittimato il pluralismo politico dei cristiani in Italia, chiarendo che ciò non avrebbe significato affatto "'una diaspora culturale dei cattolici".
La necessità di ritrovare un nuovo spirito evangelico, adatto ai tempi mutati, venne palesata con la nota pastorale della CEI "Con il dono della carità dentro la storia. La Chiesa in Italia dopo il Convegno di Palermo", pubblicata nel maggio 1996. In essa i vescovi parlarono di una nuova evangelizzazione, fondata sul "Vangelo della carità", "consapevolmente attenta alla cultura del nostro tempo, per aiutarlo a liberarsi dei suoi limiti e a sprigionare le sue virtualità positive".

### La svolta "ruiniana"
Il "progetto culturale della Chiesa in Italia", una prospettiva di pastorale missionaria, rivolta a formare una mentalità cristiana, presentato dal cardinal Camillo Ruini nella conclusione dei lavori, fu una sostanziale presa d'atto che i cattolici italiano erano ormai una minoranza in Italia, tornata ad essere terra di missione. Per tale motivo, e nell'assenza di quella che per cinquant'anni era stata la copertura "politica" della Chiesa in Italia – la DC – imponeva una presenza diretta dei cattolici, soprattutto sul piano culturale, nelle diverse articolazioni della società, agendo soprattutto in seno alle formazioni politiche affinché assumessero fra i loro principi la dottrina sociale della Chiesa.
Il credente non avrebbe potuto considerare compatibile con la propria fede "ogni idea o visione del mondo", e nemmeno partecipare a "forze politiche e sociali che si oppongano, o non prestino sufficiente attenzione, ai principi della dottrina sociale della Chiesa sulla persona e sul rispetto della vita umana, sulla famiglia, sulla libertà scolastica, la solidarietà, la promozione della giustizia e della pace". La sfida divenne quindi quella di creare luoghi di confronto per i cattolici impegnati in politica, al fine di esercitare quello che venne chiamato il "discernimento comunitario".

## Verona 2006 - "Testimoni di Gesù risorto, speranza del mondo"
Il IV Convegno ecclesiale nazionale di Verona, dal titolo "Testimoni di Gesù risorto, speranza nel mondo", si è svolto dal 16 al 20 ottobre 2006 nella città veneta, partecipanti 2700 delegati, tra cui 11 cardinali, 222 vescovi, 608 sacerdoti, 41 diaconi, 322 tra religiosi e religiose, 15 consacrati laici e 1275 laici. In cinque giorni di comunione e preghiera, i rappresentanti qualificati di tutte le comunità ecclesiali italiane si sono confrontati sulla realtà sociale, politica e culturale odierna.
L'evento si è proposto come nuovo impulso allo slancio missionario scaturito dal Grande Giubileo del 2000 e come verifica del cammino pastorale svolto dalla Chiesa italiana nel primo decennio del terzo millennio.
Tema portante di quest'appuntamento è stato quello della cosiddetta questione antropologica, sempre più legata alla questione sociale. La domanda di fondo verteva attorno alla possibilità per i cristiani italiani di quale servizio offrire al Paese in quanto testimoni di speranza, quanto e come incidere ed essere presenti nel tessuto della società. Tale testimonianza cristiana, secondo la traccia preparatoria del Convegno, dovrebbe prestare attenzione a cinque grandi aree dell'esperienza personale e sociale, chiamate “i cinque ambiti”.
Essi furono: la vita affettiva, il lavoro e la festa, la fragilità umana, la tradizione, la cittadinanza. Gli ambiti hanno una valenza antropologica che interpella ogni uomo, credente o non credente, chiamato a misurarsi per dare un senso alla propria esistenza.
Cruciale fu la prolusione tenuta da Papa Benedetto XVI alla Fiera di Verona, un discorso durato un'ora ed un quarto in cui il pontefice, pur affermando che la Chiesa non intende essere "un agente politico", affidò ai laici la "responsabilità" di essere cittadini, di "agire in ambito politico per costruire un giusto ordine nella società". La sfida qualificante del primo decennio del nuovo secolo era la "nuova ondata di illuminismo e di laicismo, per la quale sarebbe razionalmente valido soltanto ciò che è sperimentabile e calcolabile, mentre sul piano della prassi la libertà individuale viene eretta a valore fondamentale al quale tutti gli altri dovrebbero sottostare". Il pontefice ribadì quindi il dovere della Chiesa di indicare ai laici il rischio di leggi che contraddicono valori e principi "radicati nella natura dell'essere umano", citando chiaramente il "rischio di scelte politiche e legislative" legittimanti forme di amore ritenute deboli e deviate, "unioni diverse dalla famiglia fondata sul matrimonio", leggi che non tutelano la vita dal concepimento alla morte.
Il Papa parlò anche dei "molti e importanti uomini di cultura" non credenti ma sensibili al "rischio di staccarsi dalle radici cristiane della nostra civiltà", identificandoli come possibili interlocutori.
In quest'ultima affermazione molti videro ancora una volta l'affermazione della linea del cardinal Ruini, identificata dai critici come un mix di pressione sulla classe politica per bloccare le leggi non gradite alla gerarchia ecclesiastica, affermazione della «visione antropologica» cristiana, valorizzazione del rapporto con i "teocon", e gestione centralizzata della Cei.

## Firenze 2015 - "In Gesù Cristo il nuovo umanesimo"
Il V Convegno ecclesiale nazionale di Firenze, dal titolo "In Gesù Cristo il nuovo umanesimo", si svolge dal 9 al 13 novembre 2015 presso la Fortezza da Basso e in alcuni luoghi sacri e istituzioni culturali del capoluogo toscano. All'incontro parteciperanno circa 2500 delegati, inviati dalle diocesi e dalle aggregazioni laicali italiane. Al Convegno partecipa anche Papa Francesco nella giornata di mercoledì 10 novembre 2015.
L'Invito e la Traccia
«Il 5º Convegno – scrive nell'Invito il presidente del Comitato preparatorio, l'arcivescovo di Torino S.E. Mons. Cesare Nosiglia – affronterà il trapasso culturale e sociale che caratterizza il nostro tempo e che incide sempre più nella mentalità e nel costume delle persone, sradicando a volte principi e valori fondamentali per l'esistenza personale, familiare e sociale. L'atteggiamento che deve ispirare la riflessione è quello a cui richiama quotidianamente papa Francesco: leggere i segni dei tempi e parlare il linguaggio dell'amore che Gesù ci ha insegnato. Solo una Chiesa che si rende vicina alle persone e alla loro vita reale, infatti, pone le condizioni per l'annuncio e la comunicazione della fede». In base alle numerose risposte all'Invito, il Comitato preparatorio ha predisposto un nuovo e più corposo testo – La Traccia –, al fine di stimolare un coinvolgimento diffuso verso il Convegno da parte di tutte le Chiese locali e la società civile. La Traccia rileva anzitutto che dal mondo cristiano, diocesi, associazioni e movimenti, emerge un'immagine del Paese diversa da quella presentata dai media sempre con toni pessimistici. Si avverte nelle azioni messe in campo un 'di più' che segna la differenza, pur rispettando gli sforzi compiuti da altri: un 'di più' vissuto nella gratuità e nella coralità con le quali si affrontano i problemi. Le caratteristiche dell'umanesimo messo in atto dalle realtà locali sono quattro: 1) un umanesimo in ascolto, ovvero consapevole dell'inadeguatezza delle forze, ma con «un di più» di umanità che viene dalla fede e dalla condivisione. 2) un umanesimo concreto, cioè incarnato: pur condividendo il senso di fragilità, le comunità rispondono alla rassegnazione gettando semi di speranza con progetti reali. 3) un umanesimo plurale e integrale, ovvero non monolitico, bensì "prismatico", "poliedrico", fondato sulla "convivialità delle differenze"; 4) un umanesimo d'interiorità e trascendenza, secondo cui l'umanità si gioca soprattutto nel rapporto intimo con Dio e la spiritualità, attraverso la riflessione, la preghiera, l'affidamento a Lui.
Le cinque "vie"
La Traccia suggerisce cinque vie (ispirate all'esortazione apostolica di Papa Francesco Evangelii gaudium), sintetizzate da altrettanti verbi, perché l'Umanesimo non è un modello astratto ma un'opera da compiere, nella concretezza della vita quotidiana; un processo più che un 'prodotto': 1) Uscire: è il movimento fondamentale, preliminare a ogni altro. Senza uscire (da sé prima di tutto) non si incontra, non si accoglie, non si vede la realtà. 2) Annunciare: oggi c'è bisogno di parole e gesti che sappiamo trasmettere la gioia del Vangelo con la testimonianza più con la predicazione, su tutti i territori, compresi quelli digitali. 3) Abitare: da sempre la dimensione della fede è inscritta nelle nostre città e paesi. Il cattolicesimo si è sempre immerso nel territorio attraverso una presenza solidale, gomito a gomito con tutte le persone, specie le più fragili. 4) Educare: l'educazione è diventata una vera e propria emergenza, perché la cultura odierna vuole affrancarsi da ogni tradizione e scardinare ogni limite. Soprattutto, occorre educare a compiere scelte responsabili. Famiglia e scuola sono indebolite, ma rimangono sempre una valida risorsa. 5) Trasfigurare: il cristiano è sempre chiamato a trasfigurare la realtà che lo circonda, cominciando da se stesso: il divino traspare nell'umano e questo si trasfigura in quello.
L'icona biblica
«Mc 1,21-34» è il testo biblico scelto come punto di riferimento unitario del convegno. Si tratta della Giornata di Gesù a Cafarnao: essa esprime bene i contenuti fondamentali del nuovo umanesimo in Gesù Cristo poiché rivela come il Signore si sia fatto carico della vera e piena promozione dell'uomo. In questa pagina sono narrate quelle azioni di Gesù che rappresentano una traccia per la Chiesa italiana, la quale grazie a quei verbi riscopre in Gesù il nuovo umanesimo: educare (l'insegnamento di Gesù in sinagoga), uscire, per annunciare (come Gesù ha fatto, uscendo dall'edificio sacro ed entrando in una casa e poi, ancora, attraversando la città e la regione), ma per abitare un luogo – divenendo partecipe della sua vita – senza mancare di trasfigurare ogni umanità con la preghiera (comunitaria, come quella sinagogale di Gesù, e personale, il mattino seguente).
L'inno
L'inno ufficiale del 5º Convegno Ecclesiale Nazionale, intitolato Cristo, maestro di umanità è stato composto da suor Anna Maria Galliano su invito della CEI; la musica è di Mons. Marco Frisina, vincitore del concorso indetto dalla CEI, a cui hanno preso parte diversi musicisti. Il ritornello recita «Cristo, Maestro di umanità, splendida icona di Dio e dell'uomo, noi ti acclamiamo, Signore Gesù: tu sei la grazia e la verità»; nelle strofe torna ripetutamente l'espressione «Noi pellegrini», per evidenziare il cammino dell'uomo nella storia e il suo compitato di portatore del Vangelo per le strade del mondo.
Il logo
Il segno grafico che identifica il 5º Convegno Ecclesiale Nazionale è stato identificato al termine di un concorso pubblico intitolato "Un logo per Firenze 2015", realizzato attraverso l'ausilio della pagina Facebook ufficiale del Convegno. Al contest hanno partecipato 200 proposte, inviate da tutta Italia da soggetti di tutte le età, a partire dalle classi elementari. Le dieci proposte finaliste selezionate dal Comitato preparatorio sono state sottoposto al voto degli utenti. Fra le tre proposte più votate, la Giunta del Comitato preparatorio ha selezionato come opera vincitrice il logo disegnato dai creativi dell'agenzia fiorentina Borgoognissantitre. «La proposta selezionata tra le tre più votate, nella sua semplicità da disegno a mano libera, esprime bene il doppio movimento di "salire" verso la croce per poter "uscire" nel mondo. Le frecce, che rappresentano i cinque colori dell'anno liturgico, si prestano altrettanto bene a suggerire le cinque vie "dinamiche" di umanizzazione, suggerite nell'ultima parte della traccia (uscire, annunciare, abitare, educare, trasfigurare) e a indicare la dimensione dell'accompagnarsi a vicenda che sono la cifra distintiva della chiesa di papa Francesco. Quella che, nonostante le sue fatiche e anche le sue ferite, fin da oggi si vuole festeggiare».
La comunicazione 2.0
Per la prima volta nella storia dei Convegni ecclesiali nazionali il Comitato preparatorio ha attivato forme di coinvolgimento delle realtà locali con l'ausilio delle tecnologie digitali basate sul web 2.0. Al sito www.firenze2015.it, inaugurato il 23 gennaio 2015, e concepito secondo il modello partecipativo del blog multiutente, si affiancano una pagina Facebook, un account Twitter e un canale YouTube, curati da una redazione creata in seno all'Ufficio Nazionale per le Comunicazioni Sociali della CEI.